# UC 58
UC 58 war ein U-Boot der Kaiserlichen Marine, das als Minenleger-Unterseeboot diente.

## Geschichte
Das Boot wurde auf der Kaiserlichen Werft in Danzig gebaut und lief dort am 21. Oktober 1916 vom Stapel. Am 12. März 1917 erfolgte die Indienststellung.
Am 9. Mai 1917 versenkte UC 58 das Dampfschiff Kyros; dessen Ladung wurde 2019 geborgen.
Am 28. September 1917 war UC 58 im Rahmen des Unternehmens Albion zur Aufklärung in der Tagga-Bucht.
Vom 20. April 1918 bis zum 5. Mai 1918 wurde UC 58 in Brunsbüttelkoog überholt. Danach wurde es an die Ostküste Schottlands beordert. Am 5. November war UC 58 zurück in Brunsbüttelkoog.
Das Boot musste nach dem Waffenstillstand von Compiègne an Frankreich ausgeliefert werden, was am 24. November 1918 erfolgte. Drei Jahre später wurde UC 58 in Cherbourg abgewrackt.

## Kommandanten
| 12. März 1917 bis 19. April 1918 | Karl Vesper  |
| 20. April bis 11. November 1918  | Kurt Schwarz |

## Galerie

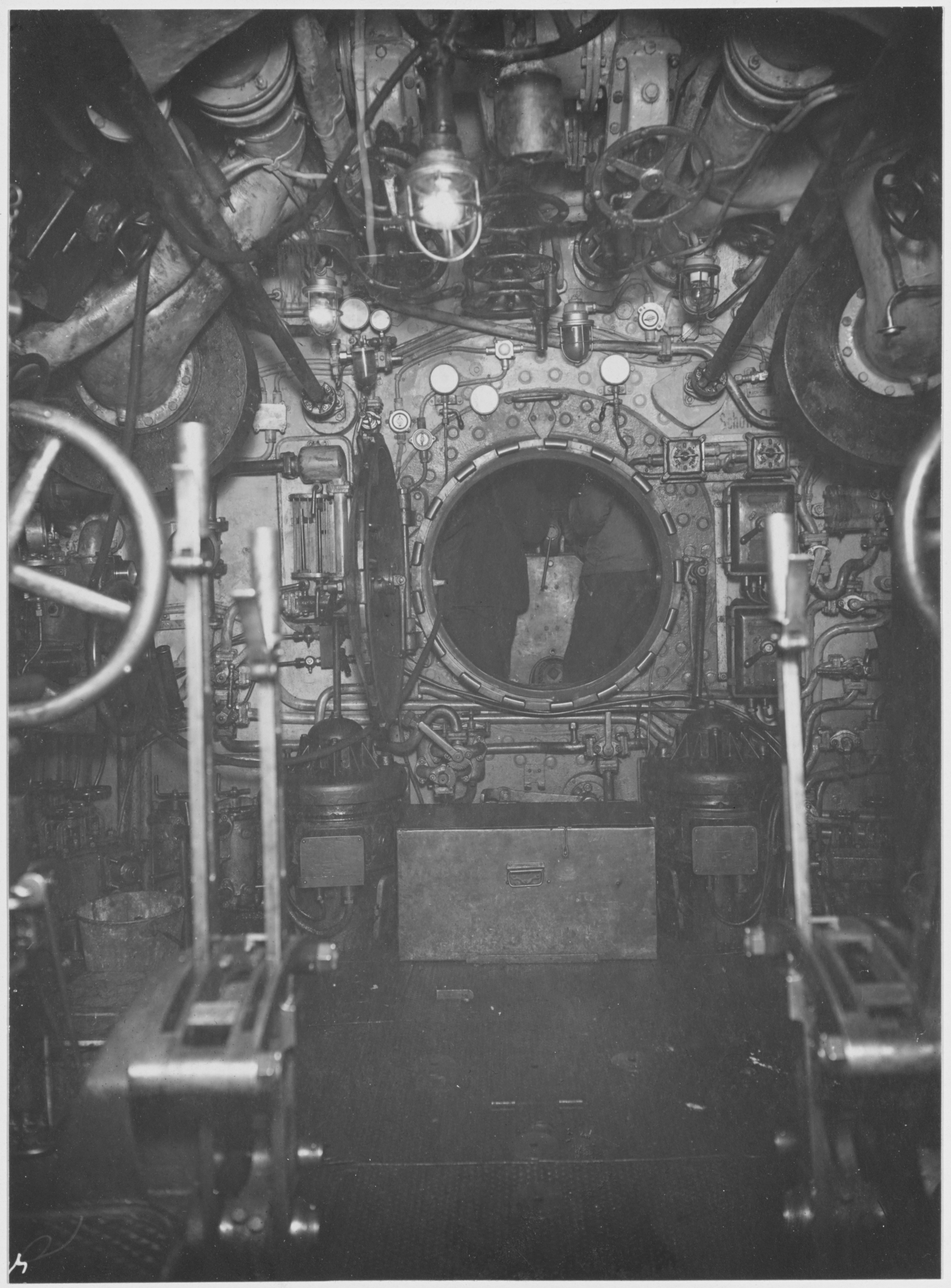
Schott
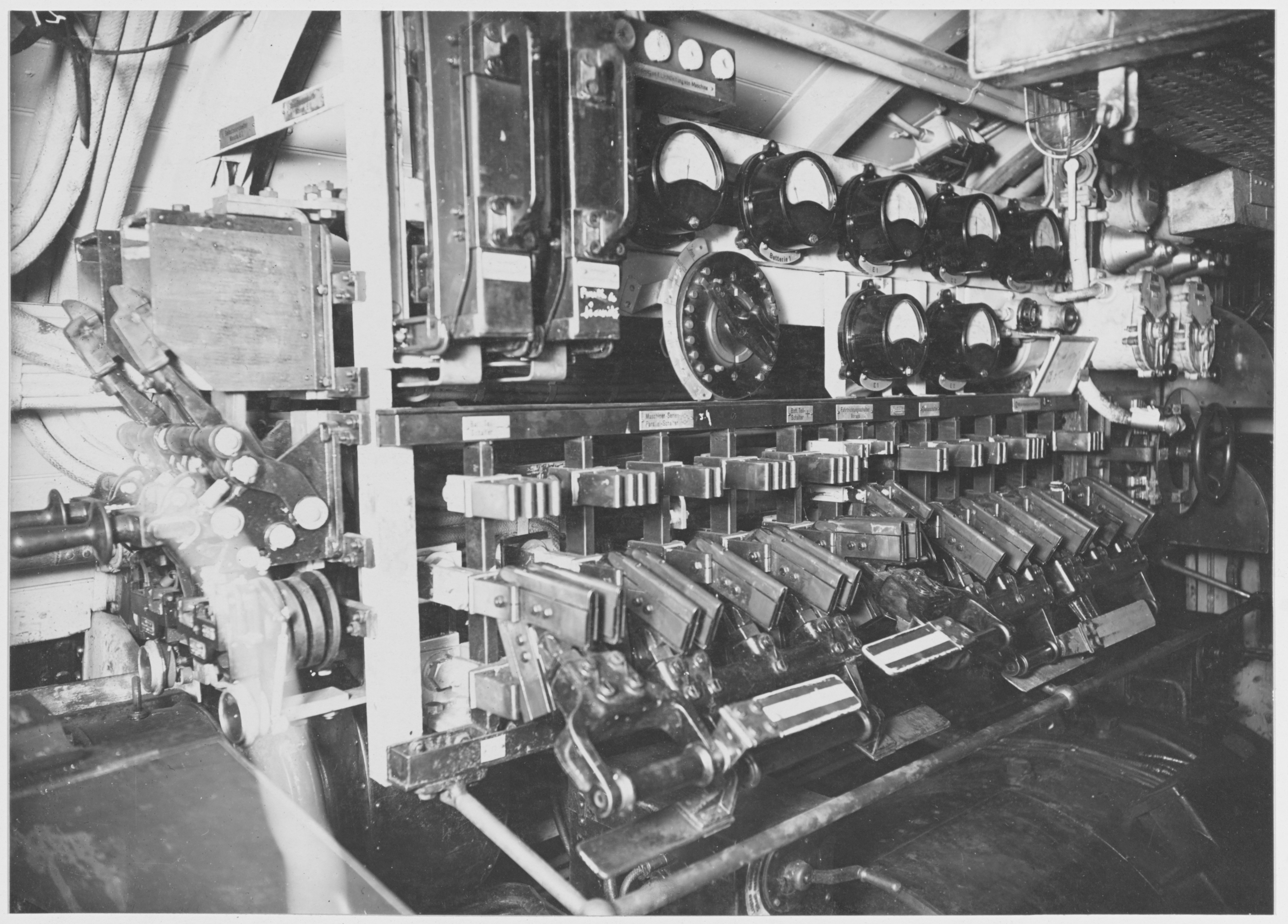
Bild aus dem Inneren von UC 58
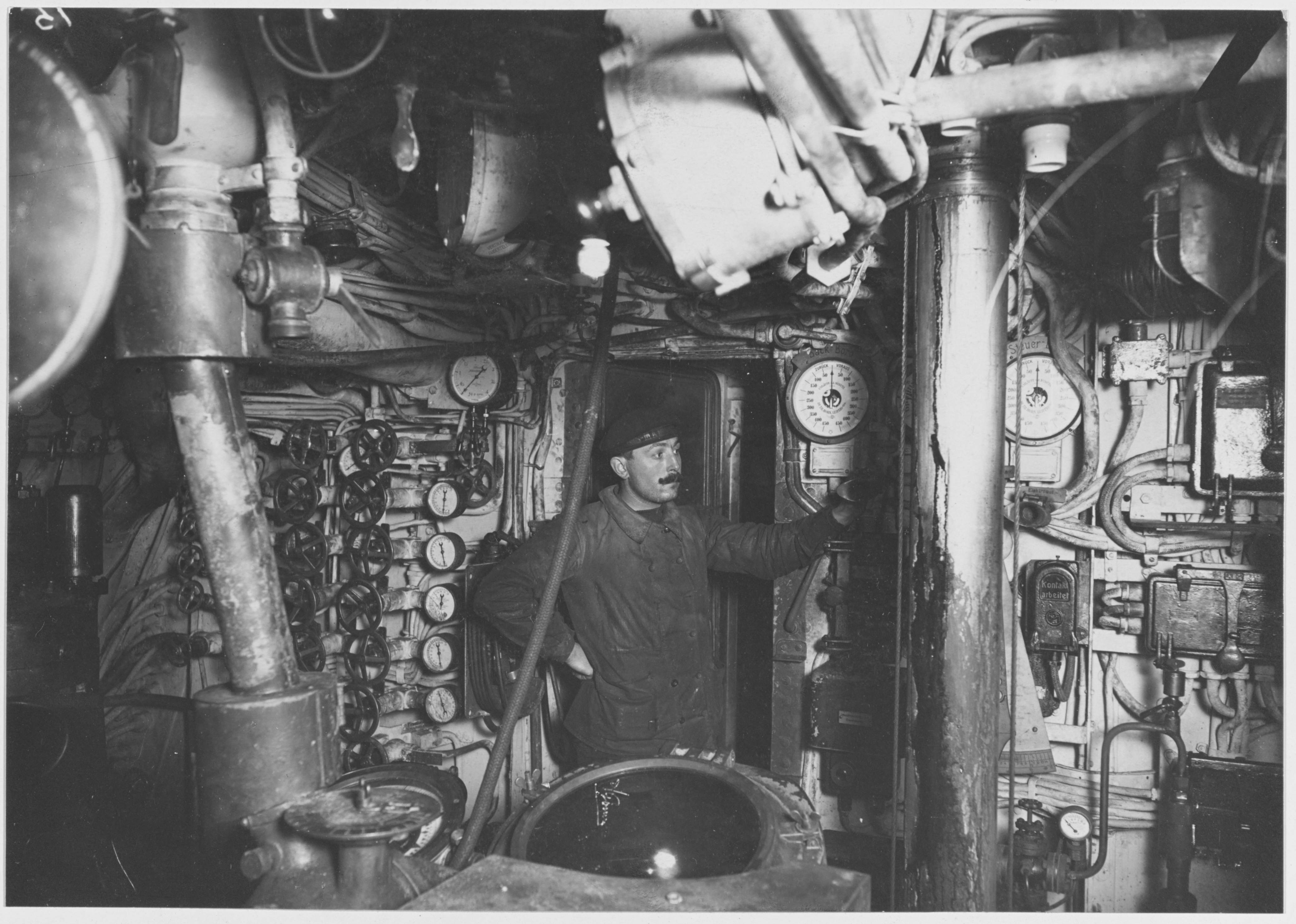
Bild vom Inneren
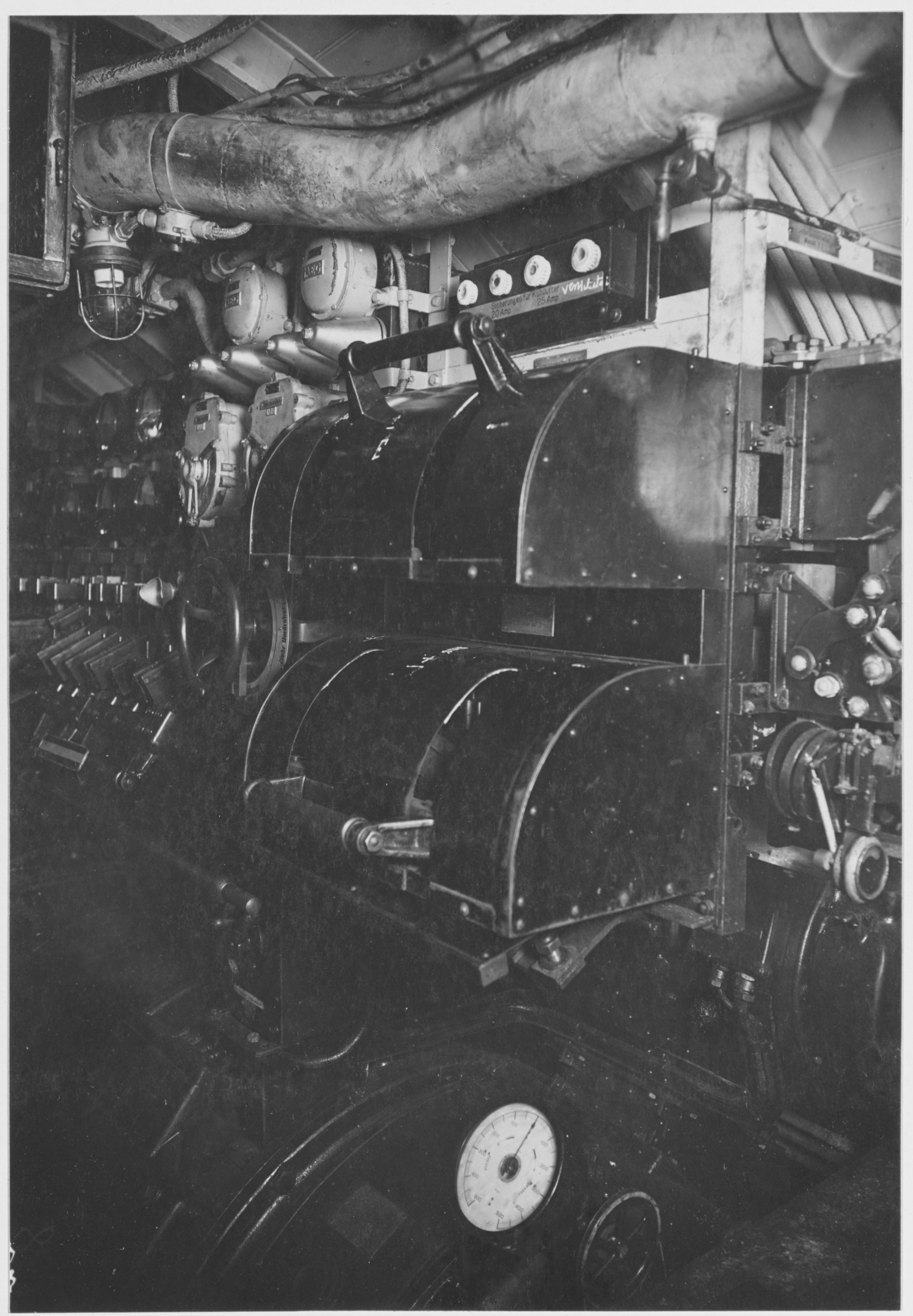
Bild aus dem Inneren